# کیهوکو، میئه
کیهوکو، میئه (به لاتین: Kihoku, Mie) یک منطقهٔ مسکونی در ژاپن است که در Kitamuro District واقع شده‌است. کیهوکو ۲۵۷٫۰۱ کیلومترمربع مساحت و ۱۷٬۸۸۵ نفر جمعیت دارد.